# Maria (court métrage)
 (août 2009).
Si vous disposez d'ouvrages ou d'articles de référence ou si vous connaissez des sites web de qualité traitant du thème abordé ici, merci de compléter l'article en donnant les références utiles à sa vérifiabilité et en les liant à la section « Notes et références ».
Pour les articles homonymes, voir Maria.
Maria (Mariya) est un court métrage documentaire soviétique d'Alexandre Sokourov sorti en 1988.

## Synopsis
Film élégiaque sur quelques moments de la vie d'une paysanne russe, dans un kolkhoze de la région de Gorki. L'influence du professeur de Sokourov (Andreï Tarkovski) est patente [réf. nécessaire].